# يان كورهونين
يان كورهونين (بالفنلندية: Janne Korhonen)‏ هو لاعب كرة قدم فنلندي في مركز حراسة المرمى، ولد في 28 نوفمبر 1979 في يوفاسكولا في فنلندا. لعب مع ميبا ونادي يوفاسكولا وهكا.